# Jensen Motors
Pour les articles homonymes, voir Jensen.
Jensen Motors est une ancienne entreprise britannique spécialisée dans la carrosserie automobile de grand luxe créée dans les années 1920. Située à West Bromwich et dirigée par les frères Richard et Alan Jensen, elle a été revendue dans les années 1970 et a disparu en 1976.

## Histoire
La firme produit des automobiles susceptibles de soutenir la comparaison avec des Bentley ou l'Austin Princess, mais elle construit aussi des cabriolets et des coupés à tendance sportive. Elle produit aussi des caisses pour des modèles concurrents comme la Volvo P1800. L'entreprise disparaît du monde de l'automobile en 1976.

## Les frères Jensen

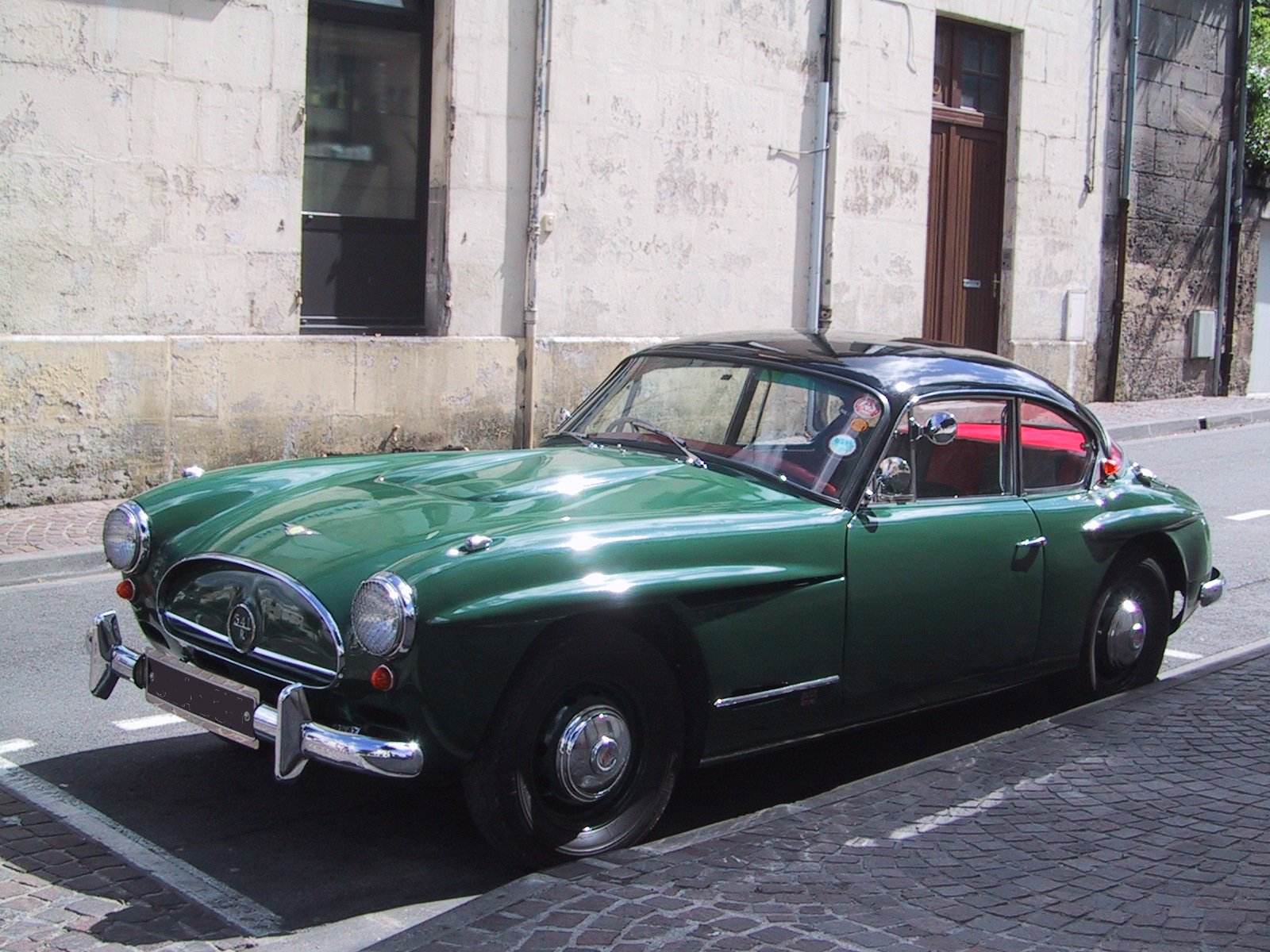
Jensen 541R (1957-1960).

En 1926, le jeune Alan Jensen (1906-1994) et son frère Richard Jensen (1909-1977) construisirent une nouvelle carrosserie sportive à arrière baleau (la mode à l'époque) sur une des premières Chummy baby Austins. Vue par Alfred Herbert Wilde, (1891-1930) ingénieur en chef chez Standard Motor Company. Il persuada Alan Jensen de rejoindre New Avon Body Co, un associé de Standard Motor et sous l'égide de Wilde il créa la première Standard Avon deux-places ouverte produite entre 1929 et 1933. Il conçut deux autres voitures pour Avon et rejoignit ensuite avec son frère Richard le revendeur Austin Edgbaston Garage Limited à Bournbrook, dans un petit bâtiment à côté de l'université de Birmingham. Edgbaston Garage, une entreprise de services automobiles, avait été achetée pour son fils en 1929 par le père de J A M Patrick. Le jeune Joe Patrick, impliqué dans tous les secteurs du sport automobile, mettait sur pied un département carrosserie. Pour son Edgbaston Garage, les frères Jensen fabriquèrent des belles carrosseries pour les nouveaux châsis Wolseley Hornet et Hornet Special. La publicité les vantait largement comme étant des Patrick Special, ce qui préoccupait les frères Jensen, et ils quittèrent en 1931. Edgbaston Garage devint Patrick Motors Limited,,.

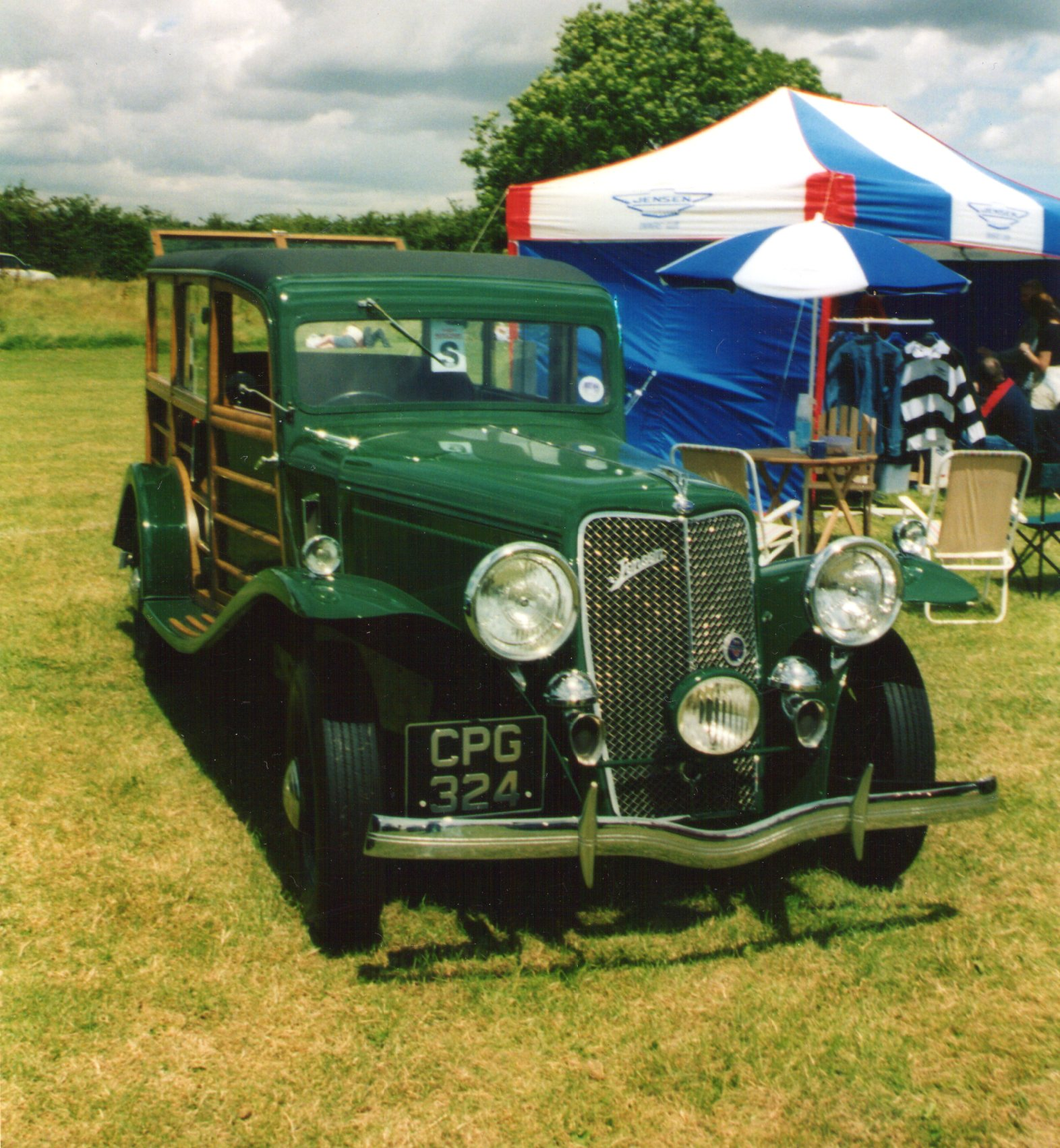
1935 Jensen-Ford "woodie" Break de chasse

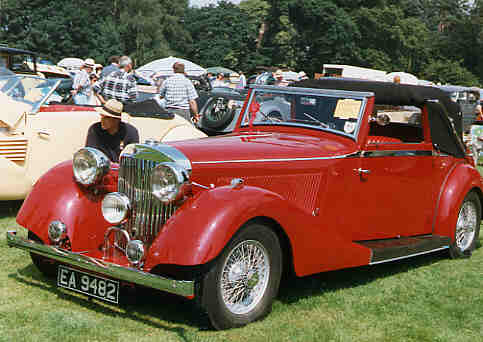
1938 Jensen S-type drophead, 3.5 litre

Les frères Jensen s'en étaient allé travailler pour le carrossier de camions W J Smith & Sons à Carters Green dans le West Bromwich, à nouveau pour construire des carrosseries de petites voitures de sport parmi lesquelles encore plus de Wolseley Hornet Specials. Ce développement séparé fut nommé Jensen Motors par Smith. Leur propre nom était enfin sur le produit. En 1934, Smith décéda et les frères se débrouillèrent pour acheter une part de contrôle dans Smith & Sons. Ils changèrent le nom de W J Smith & Sons en Jensen Motors Limited peu après,,.
Smith annonça une voiture ouverte quatre places et une deux places abaissée en mai 1931, toutes deux connues sous le nom de Jensen Wolseley Hornets. Ils se sont ensuite développés pour créer des carrosseries personnalisées exclusives pour des voitures standard produites par plusieurs fabricants du moment, parmi lesquels Morris, Singer, Standard, ainsi que Wolseley. En 1934, ils furent appointés par l'acteur américain Clark Gable pour lui dessiner et construire une voiture basée sur un châssis Ford V8.  La voiture résultante fut acclamée et stimula l'intérêt du public dans leurs travaux, et également un contrat avec Ford pour produire une série de Jensen-Ford à carrosserie Jensen sur châssis roulant Ford. En 1934, ils commencèrent aussi à créer leur première vraie voiture de production nommée White Lady. Elle évolua en Jensen S-type qui sera produite en 1935.

## Modèles
Le premier modèle produit fut la Jensen Type S de 1936 à 1941, suivi de la Jensen H-type (en) et de la Jensen PW. La fabrication de ces deux modèles fut ralentie par la Seconde Guerre mondiale.
Jensen revient en 1950 avec la Jensen Interceptor première génération, suivi par d'autres modèles comme la Jensen 541 (en) ou la Jensen C-V8 .
La Jensen Interceptor seconde génération est le modèle le plus vendu de la marque. Il existe plusieurs chiffres de ventes selon les sources. D’après Heon Stevenson, 6407 Jensen Interceptor et 320 Jensen FF (à transmission intégrale) furent produites . La très luxueuse SP à moteur 7,2 litres atteint la production de 232 exemplaires. La Jensen Interceptor III cabriolet apparaît au salon de New York de 1974. La carrosserie particulière de la Jensen Interceptor est dessinée en 1967 par l’entreprise italienne Carrozzeria Touring avec le concours de Carrozzeria Vignale. En parallèle à la commercialisation de l’Interceptor, Jensen propose la Jensen FF (en) (pour Fergusson Formula). Basé sur l’Interceptor, c’est la première voiture de série non tout-terrain à recevoir une transmission intégrale et l’ABS. Cette voiture est disponible à la vente jusqu’en 1971. Elle est identifiable par ses doubles ventilations découpées dans les ailes avant. L'interceptor se décline également en cabriolet, avec le moteur V8 Chrysler de 6,3 ou 7,2 litres.
Suivent ensuite les Jensen-Healey (en) et Jensen GT (en), dont la commercialisation cesse en 1976 à la disparation du constructeur.
En 1983, la marque Jensen revient, les nouveau propriétaires décident de relancer la Jensen Interceptor en version coupé et en version cabriolet. Mais la voiture sera un énorme échec après seulement 15 exemplaires vendus.
En 1993, la société est rachetée encore une fois, les nouveaux propriétaires souhaitent sortir une version modernisé de la Jensen C-V8. La voiture sera présentée pour la première fois en 1998, il s'agit de la Jensen S-V8. Il s'agit d'un cabriolet équipé d'un V8 Ford, une version coupé sera prévu mais cette version ne sortira jamais. Jensen traine à trouver un moyen de produire l'auto, finalement en été 2001 la production est lancé dans une ancienne usine Jaguar. Mais 1 an plus tard la production s'arrête car la voiture n'était pas assez rentable pour la société qui n'arrivait pas à payer ses employés. Pourtant 300 personnes ont commandés la voiture mais seuls 20 personnes pourront obtenir leur S-V8. L'auto sera critiqué pour sa mauvaise finition et son rythme de production trop lent. En effet, les premiers clients qui ont commandés la voiture en 1998 ne l'ont reçu qu'en 2002 !

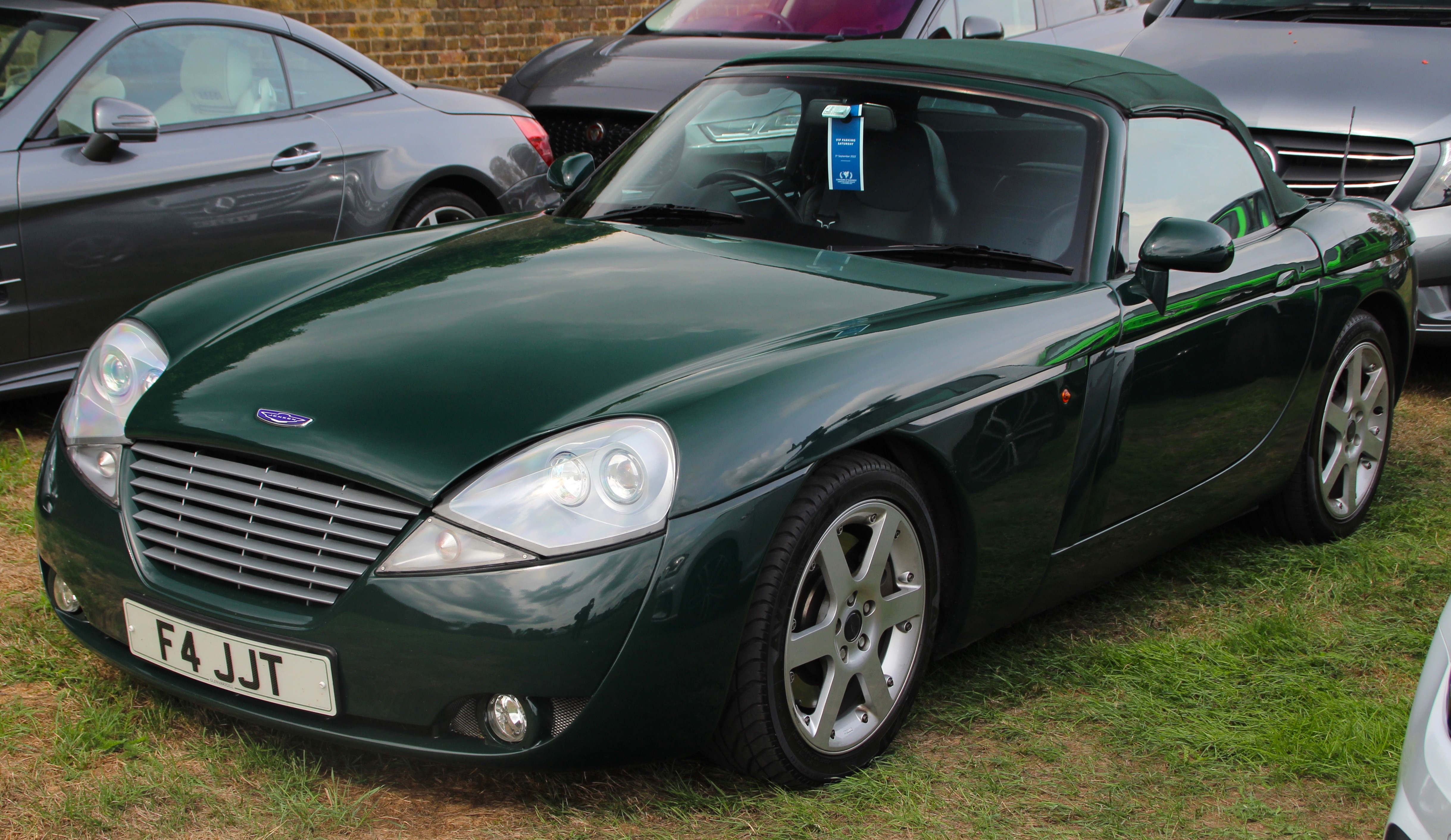
Jensen S-V8 de 2001

La S-V8 continuera quand même à être produite grâce à la société SV Automobile qui rachètera les 18 exemplaires inachevés afin de construire 12 S-V8 de 2003 à 2007.